# Collodi (Itália)
Collodi  uma vila no meio da montanha no Apenino Pistoiese, com altitude de 125 metros, faz parte do município de Pescia, na região da Toscana, no centro da Itália. O município também inclui os seguintes outros vilarejos localizados a uma altitude que varia de 60 a 750 metros: Aramo, Castellare, Castelvecchio, Fibbialla, Medicina, Pietrabuona, Pontito , San Quirico, Sorana, Stiappa, Vellano, Veneri.
É uma vila medieval documentada desde o século XII. É conhecido por sua ligação com Carlo Lorenzini, que usou o pseudônimo de Carlo Collodi e escreveu As Aventuras de Pinóquio. O escritor, que nasceu em Florença onde viveu a maior parte da sua vida, passou parte de sua infância na vila e adotou o seu nome para a sua carreira literária. 
A vila tem uma antiga fortaleza e a aristocrática Villa Garzoni, que tem um grande jardim. A economia da vila é baseada no turismo, em grande parte devido a um parque dedicado a Pinóquio .

## Galeria de imagens

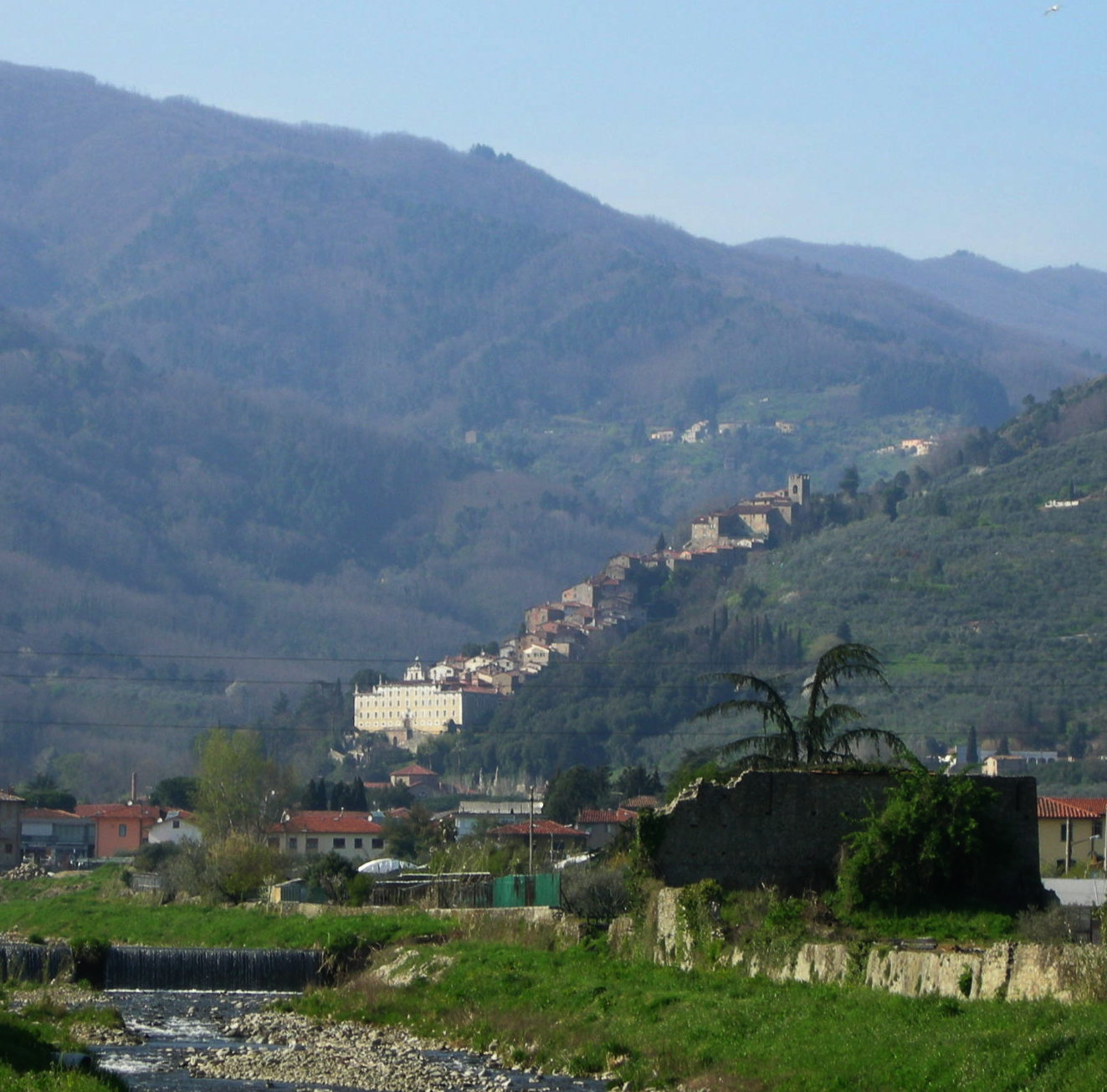
Vista de Collodi de Pescia

## Monumentos e lugares interessantes
- Igreja de São Bartolomeu
- Parque do Pinóquio [2]
- Vila Garzoni